# Maison Hervé
La maison Hervé, bâtie au XVe siècle, est située place de l'Eglise à Saint-Just-Luzac, en France. L'immeuble a été inscrit au titre des monuments historiques en 1925.

## Histoire
L'immeuble est inscrit au titre des monuments historiques par arrêté du 23 février 1925.